# Procamelus
Il procamelo (gen. Procamelus, Leidy 1858) è un genere estinto di camelidi. Visse nel Miocene medio - superiore (circa 14 - 6 milioni di anni fa) e i suoi resti fossili sono stati ritrovati in Nordamerica.

## Descrizione
Questo animale doveva assomigliare molto a un odierno lama, ma possedeva alcune caratteristiche anatomiche che lo distinguevano dalle forme attuali; la taglia, inoltre, era leggermente minore: Procamelus poteva raggiungere un'altezza di 1,3 metri al garrese. Il collo era robusto ma allungato, e il cranio era più allungato rispetto a quello di lama, vigogna e guanaco, a causa dell'allungamento del muso; la volta cranica era invece corta. Procamelus si differenziava dai camelidi odierni per la presenza di una coppia di incisivi superiori, anche se il primo e il secondo paio erano già scomparsi. Erano però presenti tutti i premolari. Le ossa premascellari erano in contatto con le ossa nasali.
Le zampe erano allungate e snelle; la parte inferiore delle zampe anteriori era più robusta rispetto a quella delle zampe posteriori. Le falangi ungueali erano piccole, e implicano la presenza di cuscinetti sotto le dita, come nei camelidi odierni.

## Classificazione

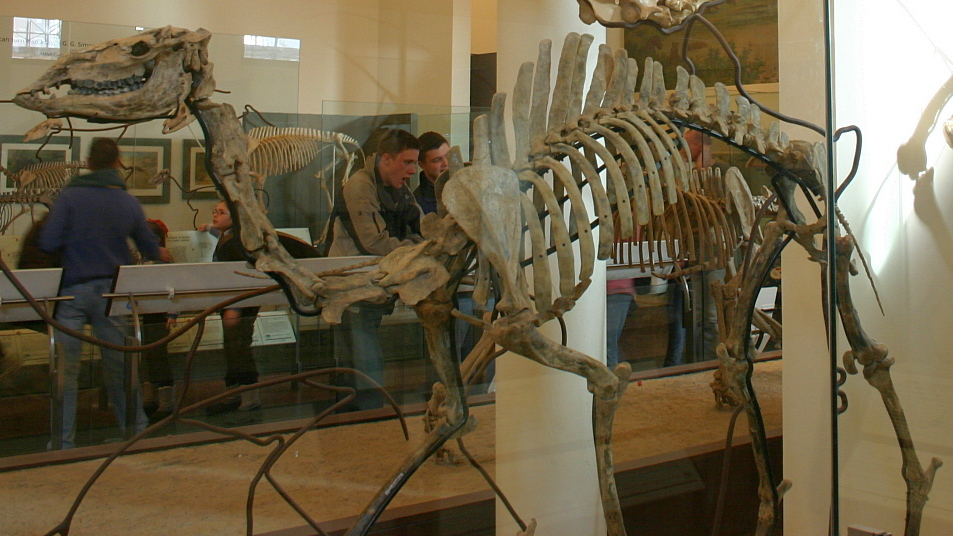
Fossile di Procamelus grandis

Il genere Procamelus venne descritto per la prima volta nel 1858 da Joseph Leidy, sulla base di resti fossili ritrovati in Nebraska, nella formazione Loop Fork, in terreni della fine del Miocene medio; la specie tipo è Procamelus occidentalis, rinvenuta anche in Texas, ma a questo genere sono state in seguito attribuite altre specie: P. angustidens, P. coconiensis, P. grandis, P. leptocolon, P. leptognathus, P. minor. Tutte queste specie sono state ritrovate in gran parte degli Stati Uniti occidentali e centrali, ma la specie P. grandis è stata ritrovata anche in Florida, e una forma affine a P. grandis è nota anche in Honduras e in El Salvador. Fossili attribuiti a Procamelus sono stati ritrovati anche in Messico e (con molta incertezza) in Ucraina e Kazakistan.
Il nome deriva dal greco e significa "prima del cammello"; Procamelus difatti potrebbe essere molto vicino all'origine dell'odierno genere Camelus.

## Paleoecologia
Procamelus era probabilmente un animale agile e veloce, con zampe lunghe adatte alla corsa. La dentatura indica che questo animale era un brucatore di foglie.